# فاكس غير مرغوب فيه
الفاكسات الغير المرغوب فيها هي شكل من أشكال التسويق وهو مصطلح مشابه للبريد العشوائي.
تعتبر الفاكسات غير المرغوب فيها مزعجة لأنها تهدر الحبر والورق.